# Enrique Morell García
Enrique Morell García (Madrid, 20 de març de 1959) és el jutge titular del jutjat d'instrucció número 9 de Palma.
Fou el jutge instructor de diversos casos de corrupció a les Illes Balears com el Cas Bitel, Cas Voltor, Cas Peatge, Cas Ca'n Domenge (la peça referent al suborn), cas Claveguera, Cas Minerval i el Cas Contractes de Més.
Al 1982 fou enviat al Regiment Lleuger Cuirassat de Cavalleria Santiago número 1 (Salamanca) per fer 6 mesos de pràctiques.
Al 1984 va ser acceptat per formar part de les oposicions per la carrera fiscal. Igual que al 1985, també al 1986.
Fou president de la Junta Electoral de Zona de Palma de les eleccions al Parlament Europeu de 2004.
Va presentar un recurs d'alçada que va ser no admès contra l'acord adoptat pel Magistrat-Jutge Degà de Palma de data de 11 de setembre de 2006, pel qual s'atribueix, per repartiment, a l'òrgan judicial del qual és titular el recurrent el coneixement d'un assumpte jurisdiccional. També en presentà un altre contra un acord de la Comissió Permanent del Consell General del Poder Judicial de 27 d'agost de 2010.
Va assistir al Fòrum de Formació i Estudis Mediambientals per a jutges i magistrats, en les Especialitats en la investigació dels delictes mediambientals celebrat el 8 i 9 de novembre de 2010 a Sevilla.
Es caracteritza per emprar en alguns casos, una mica de ironia. També fou l'instructor d'un cas de violència discriminatoria. Antigament estigué al Jutjat de Districte nº 7 de Palma.
Fou condecorat pel Cos Nacional de Policia amb el distintiu blanc, en el dia de la Policia 2015.